# Jacques Le Loup de Beauvoir
Jacques Le Loup de Beauvoir, mort en 1451, est un prélat français du XVe siècle. Il est issu d'une illustre famille  d'Auvergne.

## Biographie
Jacques le Loup de Beauvoir est  est prieur de Saint-Pourçain lorsqu'il est pourvu de l'évêché de Saint-Flour  en 1426. Il assiste aux États de la haute et de la basse Auvergne, tenus à Issoire en 1441. 
Jacques le Loup répare la plus grande partie de la cathédrale.